# Manganeses de la Lampreana (kommunhuvudort)
Manganeses de la Lampreana är en kommunhuvudort i Spanien.   Den ligger i provinsen Provincia de Zamora och regionen Kastilien och Leon, i den nordvästra delen av landet, 220 km nordväst om huvudstaden Madrid. Manganeses de la Lampreana ligger 708 meter över havet och antalet invånare är 679.
Terrängen runt Manganeses de la Lampreana är platt. Runt Manganeses de la Lampreana är det glesbefolkat, med 10 invånare per kvadratkilometer. Närmaste större samhälle är Burganes de Valverde, 19,8 km norr om Manganeses de la Lampreana. Trakten runt Manganeses de la Lampreana består till största delen av jordbruksmark.